# Script.NET
Script.NET(або S#) - це мова програмування з метапрограмувальною парадигмою, вона забезпечує скриптове функціонуване програмування на платформі .NET, дозволяючи виконувати користувацькі функції. Синтаксис дуже схожий на JavaScript. Мова була розроблена бути легкою та водночас бути функціональною для кастомізації.

## Приклади

### Привіт, Світ!
```
 
MessageBox
.
Show
(
'Привіт, Світ!'
);

```